# ヨウ化タングステン(II)
ヨウ化タングステン(II)(Tungsten(II) iodide)は、タングステンのヨウ化物であり、化学式は[W6I8]I4であり、略してWI2と書かれる。

## 合成
ヨウ化タングステン(II)は、ヨウ化タングステン(III)の分解により得られる
6 WI
3  →  [W
6I
8]I
4 + 3 I
2
また、塩化タングステン(II)とヨウ素の置換反応でも得られる。
[W
6Cl
8]Cl
4 + 12 I  →  [W
6I
8]I
4 + 12 Cl
さらに、タングステンとヨウ素の直接反応でも得られる。この反応は可逆反応である。この反応は、ハロゲンランプに用いることができる。
W + I
2  ⇌  WI
2
ヘキサカルボニルタングステンとヨウ素の反応でもこの物質が得られる。

## 性質
ヨウ化タングステン(II)は、暗茶色の固体で、空気中、湿気中で安定である。構造は塩化タングステン(II)と同じで、直方晶系に結晶化し、空間群はBbem (No. 64)、格子定数はa = 1258 pm, b = 1259 pm, c = 1584 pmである。